# Stanislav Boklan
Stanislav Volodymyrovytch Boklan (en ukrainien : Станіслав Володимирович Боклан), né le 12 janvier 1960 à Broussyliv, RSS d’Ukraine), est un acteur ukrainien.

## Filmographie partielle
- 2013 : Le guide, le kobzar Ivan Kocherga.
- 2015 : Résistance (Битва за Севастополь) de Sergueï Mokritski
- 2015-2019 : Serviteur du peuple (Слуга народу) de Alexeï Kiriouchtchenko
- 2016 : Serviteur du peuple 2 (Слуга народу 2) de Alexeï Kiriouchtchenko
- 2017 : The Line (Čiara) de Peter Bebjak
- 2019 : Géométrie de la mort (Zasada przyjemności) de Dariusz Jabłoński

## Récompenses et nominations

### Récompenses
- 2016 : Artiste du peuple de l'Ukraine[1]